# Leptotila conoveri
Leptotila conoveri е вид птица от семейство Гълъбови (Columbidae). Видът е застрашен от изчезване.

## Разпространение
Видът е разпространен в Колумбия.